# Larvivora
Larvivora — рід горобцеподібних птахів родини мухоловкових (Muscicapidae). Представники цього роду мешкають в Азії. Раніше їх відносили до родів Соловейко (Luscinia) або Вільшанка (Erithacus), однак за результатами молекулярно-філогенеичного дослідження 2010 роду вони були переведені до відновленого роду Larvivora.

## Види
Виділяють сім видів:
- Соловейко білобровий (Larvivora brunnea)
- Соловейко синій (Larvivora cyane)
- Соловейко-свистун (Larvivora sibilans)
- Соловейко рудоголовий (Larvivora ruficeps)
- Соловейко чорногорлий (Larvivora komadori)
- Larvivora namiyei[8]
- Соловейко японський (Larvivora akahige)

## Етимологія
Наукова назва роду Larvivora походить від сполучення слів лат. larva — гусінь, личинка і vorus — той, хто їсть.